# 205e régiment d'infanterie
Le 205e régiment d'infanterie (205e RI) est un régiment d'infanterie de l'Armée de terre française créé sous la Révolution à partir de la 205e demi-brigade de première formation, recréé en 1914 avec les bataillons de réserve du 5e régiment d'infanterie.

## Création et différentes dénominations
- août 1914 : 205e régiment d'infanterie

## Colonels et chefs de corps
- Mobilisation : lieutenant-colonel Masson
- 5 septembre 1914 : lieutenant-colonel Garçon
- 14 mars 1915 : lieutenant-colonel Jean Joseph Émile de Turenne[1] (†)
- 30 septembre 1915 : lieutenant-colonel Jean Germain Marie Rogatien de Lambilly[2] (†)
- 9 octobre 1915 : ?
- 1939 : colonel Furioux.
- 1940 : lieutenant-colonel Montvignier-Monnet.

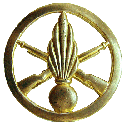
insigne de béret d'infanterie

## Historique des garnisons, combats et batailles du205eRI

### Première Guerre mondiale
En 1914 casernement : Falaise, 105e brigade, 53e Division d'infanterie, 3e région, 4e groupe de réserve. Constitution de deux bataillons puis de trois en août 1916 adjonction d'un bataillon du 406e régiment d'infanterie.

#### 1914
- Début août en réserve au nord, Flaumont, Maubeuge, Barcy, Chabigny.
- le 29 août : Bataille de Guise.
- début septembre : Défense du pont de l'Oise, combat de Crécy.
- du 5 au 12 septembre : Bataille de la Marne.
- fin septembre - octobre : Course à la mer.
- novembre - décembre : présent à Mametz (Somme).

#### 1915

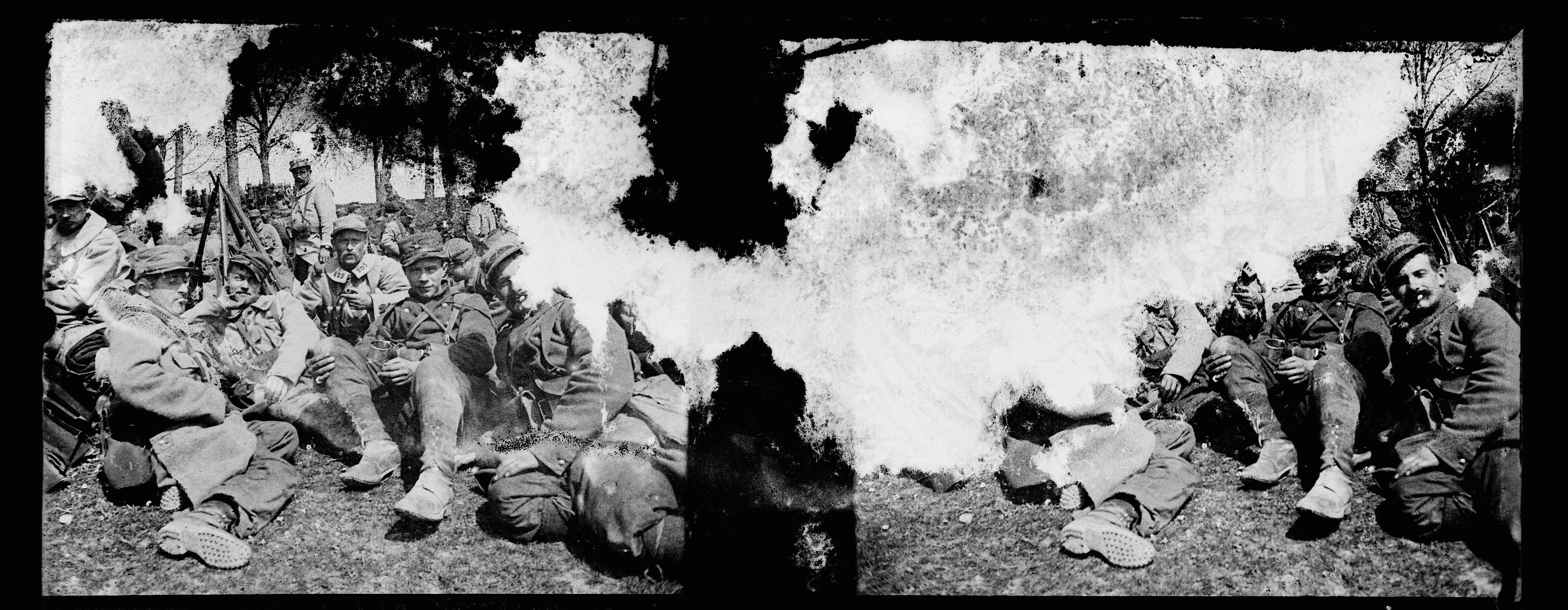
Soldats du à Saleux (Somme) en 1915.

- mai - juin : Bataille de l'Artois.
- 25 septembre-6 octobre : seconde bataille de Champagne
- octobre - décembre : secteur de l'Oise.

#### 1916
- décembre - juin : secteur de l'Oise.
- juillet : Bataille de la Somme.
- août - décembre : secteur de l'Oise.

#### 1917
- janvier - mars : secteur de l'Oise.
- août -décembre : secteur du Chemin des Dames.

#### 1918
- janvier - juin : secteur de l'Oise.
- secteur de l'Aisne.

En juillet 1918, des soldats du 236e régiment d'infanterie dissous, rejoignent le 205e.

### Seconde Guerre mondiale

#### Drôle de guerre
Formé le 12 septembre 1939 dans le secteur de Coulommiers sous les ordres du colonel Furioux, il appartient à la 71e division d'infanterie. Région Militaire, Centre Mobilisateur d'infanterie ; réserve B RI type NE CMI 211 Coulommiers. La 71e DI est d'abord affectée au renforcement du 136e régiment d'infanterie de forteresse qui occupe le sous-secteur de Mouzon (secteur fortifié de Montmédy), elle est alors l'une des deux divisions du Xe corps d'armée (2e armée) dont elle constitue l'aile droite. En avril 1940, la 71e DI est remplacée par la 3e division d'infanterie nord-africaine et se place alors en réserve de la 2e armée dans la région de Machault – Semide, derrière l'aile gauche de l'armée.

#### Bataille de France
Le 14 mai 1940, le 205e régiment d'infanterie du Lieutenant-colonel Montvignier-Monnet est rattaché à la 55e division d'infanterie. La 55e division d'infanterie est submergée par le premier choc dans les Ardennes. Le 205e régiment d'infanterie est dissous le 22 mai 1940 pour être fondu dans d'autres régiments.

## Inscriptions portées sur le drapeau du régiment
Il porte, cousues en lettres d'or dans ses plis, les inscriptions suivantes :
- Artois 1915
- Somme 1916
- Le Matz 1918

## Insigne
Ecu surmonté de 3 tours 2 têtes de soldats dans médaillons devise sur bandeau 2 branches de laurier.

## Personnages célèbres ayant servi au205eRI
- Charles Simon secrétaire général de la Fédération gymnastique et sportive des patronages de France (FGSPF) et de l'Union internationale des œuvres catholiques d'éducation physique, président du comité français interfédéral ; la coupe de France de football porte son nom.

## Sources et bibliographie
- Archives militaires du Château de Vincennes.
- À partir du Recueil d'historiques de l'Infanterie française (général Andolenko - Eurimprim 1969).
- Historique du 205e régiment d'infanterie. 1914-1918, Limoges, Impr.-libr.-éditeurs Charles-Lavauzelle et Cie, 1922, 23 p., lire en ligne sur Gallica.